# As Is
As Is är ett album av Manfred Mann, utgivet 1966 på Fontana Records. 

## Låtlista
Sida 1
1. "Trouble and Tea" (d'Abo) 2:12
2. "A Now and Then Thing" (McGuinness) 2:44
3. "Each Other's Company" (Hugg) 2:56
4. "Box Office Draw" (d'Abo) 2:13
5. "Dealer, Dealer" (Hugg - Mann - Thomas) 3:17
6. "Morning After the Party" (Hugg) 2:34

Sida 2
1. "Another Kind of Music" (Hugg - Mann) 2:32
2. "As Long as I Have Lovin'" (d'Abo) 2:44
3. "Autumn Leaves" Kosma - Mercer) 1:56
4. "Superstitious Guy" (Hugg) 2:46
5. "You're My Girl"(Hugg - Mann - Thomas) 2:48
6. "Just Like a Woman" (Dylan) 2:54

## Medverkande
- Mike Hugg - trummor, vibrafon
- Mike d'Abo - sång
- Manfred Mann - orgel, piano
- Tom McGuinness - gitarr, steel guitar
- Klaus Voormann - bas, gitarr

På Autumn leaves, även:
- Dave Richmond - Kontrabas